# Château de Marin
Ne doit pas être confondu avec Château de Marines.
Le château de Marin est un château situé dans la ville d'Auch, dans l'Occitanie dans le Gers.

## Situation
Il se situe en périphérie de la ville d'Auch, proche la route de Pessan, chemin du Marin.

## Historique
Les façades et les toitures sont inscrites au titre des monuments historiques par arrêté du 11 avril 1973.
Il a été construit durant la 2e moitié du XVIe siècle, à une époque d'accroissement des constructions des châteaux ou maisons-fortes dans la banlieue d'Auch, où l’architecture montre le soin du confort. 

## Description
L'édifice a un plan rectangulaire, cantonné d'une tourelle d'escalier à vis dont le dernier étage constitue un pigeonnier.  
La tour hexagonale divise les deux ailes inégales de la façade sud , révélant des arcs en accolade ainsi qu’une fenêtre à meneau cruciforme. Un remaniement a été effectué à l'époque moderne pour la façade ouest.